# おてんとさまどんと来い!
『おてんとさまどんと来い!』（おてんとさまどんとこい）は、1966年5月7日から同年10月29日までフジテレビ系列の毎週土曜20:00 - 20:56（JST）に放送されていた日本のテレビドラマ。全26回。
大正製薬の一社提供。

## 概要
舞台を東京タワーに近い小さな家具店に置き、庶民の生活感情をじゅうぶんに生かしながら、年齢や立場の違う人々のふれあい、あるいは食い違いなどを、1回完結形式のエピソードとして描く。
全5シリーズ作られた『のれん太平記』の次番組で、引き続き下町人情作品となっている。

## 出演者
- 倉持辰之助：加東大介
- 倉持朋子：乙羽信子
- 倉持辰雄：蔵忠芳
- 山本五郎：左卜全
- 田口敏：津川雅彦
- 早川純平：ジェリー藤尾
- 小川陽子：島かおり
- 松村宏：当銀長太郎
- 高山浩二：二瓶正也
- 菊池花江：長谷川照子
- 辰之助の妹：森光子[2]

## スタッフ
- 脚本：寺島アキ子、西島大
- 演出：吉岡哲雄、大野木直之
- 制作：フジテレビ、東宝[3]